# Gołymin-Ośrodek
Gołymin-Ośrodek – wieś w Polsce położona w województwie mazowieckim, w powiecie ciechanowskim, w gminie Gołymin-Ośrodek.
W latach 1954–1972 wieś należała i była siedzibą władz gromady Gołymin-Ośrodek. W latach 1975–1998 miejscowość administracyjnie należała do województwa ciechanowskiego.
Miejscowość jest siedzibą gminy Gołymin-Ośrodek. Przez miejscowość przebiega droga krajowa DK60
Jako wieś szlachecka, Gołymin był wzmiankowany już w średniowieczu. 26 grudnia 1806 r.
wojska francuskie pod wodzą marszałka gen. Davouta (w pierwszej fazie) i samego cesarza Napoleona I Bonaparte (w fazie końcowej) stoczyły krwawą bitwę z wojskami rosyjskimi, dowodzonymi przez księcia Golicyna.

## Historia i architektura wiejskich kościołów
We wsi znajduje się ceglany kościół zbudowany przy użyciu kamieni polnych w podmurowaniu.
Parafia pod wezwaniem św. Jana Chrzciciela powstała pod koniec XIV w. z fundacji Sasina, marszałka księcia Janusza. Pierwszy kościół około 1400 r. uposażył prawdopodobnie Paweł, podstoli ciechanowski. Pierwsza wzmianka o kościele murowanym pochodzi z 1458 r., być może wzniósł go Paweł z Gołymina, długoletni prepozyt pułtuski. Wieś była własnością Gołyńskich do połowy XVII w., kiedy to przeszła w posiadanie Krasińskich, ci zaś w połowie XVIII w. ofiarowali ją kanonikom regularnym z Czerwińska, tworząc prepozyturę w Krasnem.
Budowa obecnego kościoła murowanego miała miejsce w połowie XVI w. W połowie wieku XVIII kościół był w złym stanie i wymagał remontu. Jego stan pogorszył się jeszcze po bitwie pod Gołyminem w 1806 r. Gruntowne remonty przeprowadzono w latach 1815–1816 w stylu gotyku angielskiego. Polichromię wnętrza wykonano około 1930 r.
Po wojnie przeprowadzono remonty w 1946 i 1966 r. W ołtarzu głównym znajduje się obraz z XVII w. Matki Boskiej z Dzieciątkiem w sukience z blachy srebrnej. Obok kościoła dzwonnica z II połowy XVIII wieku.
Na cmentarzu kościelnym grobowiec generała Karola Zielińskiego, członka władz centralnych w czasie powstania listopadowego.